# Liste der Kreisstraßen im Landkreis Böblingen
Diese Liste enthält die Kreisstraßen im baden-württembergischen Landkreis Böblingen.

## Abkürzungen
- K: Kreisstraße
- L: Landesstraße

## Liste
Die Kreisstraßen behalten die ihnen zugewiesene Nummer nicht bei einem Wechsel in einen anderen Stadt- oder Landkreis. Nicht vorhandene bzw. nicht nachgewiesene Kreisstraßen sind kursiv gekennzeichnet, ebenso Straßen und Straßenabschnitte, die unabhängig vom Grund (Herabstufung zu einer Gemeindestraße oder Höherstufung) keine Kreisstraßen mehr sind.
Der Straßenverlauf wird in der Regel von Nord nach Süd und von West nach Ost angegeben.
| Nr.    | Verlauf |
| ------ | --- |
| K 1000 | L 1182 in Darmsheim – K 1066 – Ehningen – K 1001 – K 1077 – – L 1184 in Hildrizhausen                                                          |
| K 1001 | K 1066 – K 1002 – Ehningen – K 1000 – K 1077 – Mauren – in Holzgerlingen                                                                       |
| K 1002 | K 1000 in Ehningen – K 1001 – K 1077 in Ehningen                                                                                               |
| K 1003 | Lehenweiler – K 1063 |
| K 1004 | L 1185 in Maichingen – L 1183 |
| K 1005 | – Magstadt – L 1189 |
| K 1006 | K 1007 – Ihinger Hof – |
| K 1007 | – K 1006 – L 1189 |
| K 1008 | – Warmbronn – K 1009 – L 1188 |
| K 1009 | – K 1008 in Warmbronn |
| K 1010 | L 1137 – Kreisgrenze – (K 1657 im Landkreis Ludwigsburg)                                                                                       |
| K 1011 | K 1059 in Gebersheim – K 1082 – Leonberg – K 1012 – / – L 1187                                                                                 |
| K 1012 | L 1136/L 1137 in Leonberg – L 1180 – K 1082 – K 1011 in Leonberg                                                                               |
| K 1013 | K 1017 in Flacht – L 1180 – Perouse – L 1179 – Malmsheim – K 1060 – … – K 1015/K 1016 in Malmsheim – in Weil der Stadt                         |
| K 1014 | L 1182 in Merklingen – K 1016 in Malmsheim |
| K 1015 | K 1013/K 1016 in Malmsheim – K 1060 – Renningen –                                                                                              |
| K 1016 | (K 4567 im Enzkreis) – Kreisgrenze – Malmsheim – K 1014 – K 1013/K 1015                                                                        |
| K 1017 | (K 4569 im Enzkreis) – Kreisgrenze – Flacht – K 1018 – K 1013 – K 1082 – Kreisgrenze – (K 1653 im Landkreis Ludwigsburg)                       |
| K 1018 | L 1177 in Weissach – K 1017 in Flacht |
| K 1019 | (K 4561 im Enzkreis) – Kreisgrenze – K 1020 in Münklingen                                                                                      |
| K 1020 | (K 4364 im Landkreis Calw) – Kreisgrenze – K 1019 – Münklingen – L 1182                                                                        |
| K 1021 | (K 4377 im Landkreis Calw) – Kreisgrenze – L 343 – L 1182 in Merklingen                                                                        |
| K 1022 | K 1066 in Deufringen – Dachtel – K 1075 |
| K 1023 | (K 4355 im Landkreis Calw) – Kreisgrenze – K 1030 – K 1024 – in Oberjettingen                                                                  |
| K 1024 | (K 4350 im Landkreis Calw) – Kreisgrenze – K 1023 in Oberjettingen                                                                             |
| K 1025 | – K 1070 in Unterjettingen |
| K 1026 | (K 4346 im Landkreis Calw) – Kreisgrenze – K 1052 in Mötzingen                                                                                 |
| K 1028 | K 1071 in Unterjettingen – Sindlingen – K 1032 – K 1029 – Haslach – L 1184                                                                     |
| K 1029 | – Haslach – K 1028 |
| K 1030 | – K 1024 – K 1023 – |
| K 1031 | K 1032 – Nebringen – K 1034 – K 1033 – L 1359 in Tailfingen                                                                                    |
| K 1032 | K 1028 – K 1031 – K 1071 in Öschelbronn |
| K 1033 | K 1076 in Öschelbronn – K 1031 in Nebringen |
| K 1034 | K 1031 in Nebringen – L 1184 in Nebringen |
| K 1035 | (K 6919 im Landkreis Tübingen) – Kreisgrenze – Bondorf – L 1361 – K 1056 – K 1078 – Kreisgrenze – (K 6923 im Landkreis Tübingen)               |
| K 1036 | L 1184 – K 1037 – K 1039 – K 1041 – |
| K 1037 | K 1036 – L 1359 – Tailfingen – Kreisgrenze – (K 6919 im Landkreis Tübingen)                                                                    |
| K 1038 | – K 1039 in Gültstein |
| K 1039 | K 1038 in Gültstein – Kreisgrenze – (K 6918 im Landkreis Tübingen)                                                                             |
| K 1040 | K 1041 in Kayh – Kreisgrenze – (K 6917 im Landkreis Tübingen)                                                                                  |
| K 1041 | K 1036 – K 1042 – K 1040 – Kayh – |
| K 1042 | – K 1041 – Mönchberg |
| K 1044 | K 1068 – Nufringen – K 1067 – |
| K 1045 | in Nufringen – Rohrau – K 1046 – L 1184 |
| K 1046 | K 1077 in Gärtringen – K 1045 in Rohrau |
| K 1047 | K 1081 – Herrenberg – |
| K 1048 | K 1074 – Breitenstein – K 1049 – Neuweiler – L 1185                                                                                            |
| K 1049 | K 1048 – K 1062 in Weil im Schönbuch |
| K 1050 | K 1062 in Weil im Schönbuch – L 1208 in Waldenbuch                                                                                             |
| K 1051 | L 1185 in Schönaich – K 1057 – Steinenbronn – L 1208 – K 1053/K 1054                                                                           |
| K 1052 | L 1361 – Mötzingen – K 1076 – K 1026 – K 1072 – Niederreutin – nicht befahrbare Strecke – Bondorf West – Bondorf – K 1078 – L 1184             |
| K 1053 | K 1051/K 1054 – L 1185 in Waldenbuch |
| K 1054 | K 1051/K 1053 – Hasenhof |
| K 1055 | (K 9506 in Stuttgart) – Kreisgrenze – /L 1183 – – K 1057 – L 1185 in Böblingen                                                                 |
| K 1056 | L 1184 – L 1361 in Bondorf |
| K 1057 | K 1055 – Schönaich – K 1051 |
| K 1058 | K 1062 in Weil im Schönbuch – Roter Berg – |
| K 1059 | K 1082 in Rutesheim – Gebersheim – K 1011 – Höfingen – L 1136 – K 1082 – Kreisgrenze – (K 1689 im Landkreis Ludwigsburg)                       |
| K 1060 | K 1082 – Rutesheim – Renningen – K 1013 – K 1015                                                                                               |
| K 1061 | (K 4577 im Enzkreis) – Kreisgrenze – L 1182 in Hausen an der Würm                                                                              |
| K 1062 | – Weil im Schönbuch – K 1049 – K 1058 – K 1050 – Kreisgrenze – (K 6947 im Landkreis Tübingen)                                                  |
| K 1063 | L 1183 in Dätzingen – K 1003 – K 1066 in Aidlingen                                                                                             |
| K 1064 | L 1182 – Döffingen – L 1185 in Maichingen |
| K 1065 | L 1185 in Maichingen – L 1189 |
| K 1066 | (K 4363 im Landkreis Calw) – Kreisgrenze – Deufringen – K 1022 – K 1067 – Aidlingen – K 1063 – K 1001 – K 1000 – Dagersheim – L 1182 – /L 1183 |
| K 1067 | K 1066 in Deufringen – Gärtringen – K 1075 – K 1079 – K 1044 in Nufringen                                                                      |
| K 1068 | in Kuppingen – K 1081 – Nufringen – K 1044 –                                                                                                   |
| K 1070 | in Oberjettingen – Unterjettingen – K 1071 – K 1025 – K 1076 in Mötzingen                                                                      |
| K 1071 | K 1070 in Unterjettingen – K 1028 – Öschelbronn – K 1032 – K 1076                                                                              |
| K 1072 | K 1052 in Mötzingen – Kreisgrenze – (K 6940 im Landkreis Tübingen)                                                                             |
| K 1073 | /L 1182 – K 1077 in Böblingen |
| K 1074 | L 1185 in Schönaich – K 1048 – in Holzgerlingen                                                                                                |
| K 1075 | /L 1357 – Deckenpfronn – K 1022 – K 1067 |
| K 1076 | K 1052 in Mötzingen – K 1070 – Öschelbronn – K 1071 – K 1033 – L 1184/L 1359                                                                   |
| K 1077 | L 1185 in Böblingen – Ehningen – K 1001 – K 1000 – K 1002 – / in Gärtringen                                                                    |
| K 1078 | K 1052 in Bondorf – L 1361 in Bondorf |
| K 1079 | K 1067 – in Gärtringen |
| K 1081 | – K 1068 – – K 1047 – |
| K 1082 | /L 1180 – K 1060 – K 1082 – K 1017 – K 1059 – Rutesheim – K 1011 – K 1012 in Leonberg                                                          |